# Любов і ненависть (фільм, 1935)
«Любов і ненависть» — радянський фільм 1935 року режисера Альберта Гендельштейна.

## Сюжет
Епізод боротьби за Донбас у період Громадянської війни.
1919 рік. Донбас. Шахтарі залишають селище разом із відступаючими частинами Червоної Армії. У селище входить загін генерала Денікіна, солдати розселяються в шахтарських хатинках. Білогвардійцям потрібне вугілля, роботи на шахті відновлено. Оскільки у селищі залишилися лише жінки та діти, їх у примусовому порядку мобілізують на роботу та змушують працювати в шахтах до повної знемоги. Білогвардійці панують над дружинами шахтарів: за цукор, крупу, жалюгідні фунти борошна вони вимагають любові та покірності. Напівголодне життя, свавілля, насильство… Дізнавшись, що Червона Армія перейшла в наступ, жінки селища збираються у лазні та вирішують підняти повстання. Припинилися колишні чвари, сварки, плітки, тепер усі вони діють спільно, піднімають «бабин бунт», захоплюють селище, перетворюючи його на «бабину фортецю», готову захищатися до приходу своїх. Білогвардійці, відступаючи, громлять та знищують шахти. Але жінки ціною своїх життів не дозволяють підірвати шахту.

## У ролях
Ця картина цікава тим, що в ній знімалися майбутні прославлені майстри театру і кіно: Віра Марецька, Михайло Жаров, Віктор Станіцин, Микола Крючков. Можна побачити в цьому фільмі М. Кедрова, який рідко знімався, і кількох «зірок» екрану - Емму Цесарську (першу Ксенію в «німому ще “Тихому Доні”), С. Комарова (з “кулешовської школи”), А. Чистякова (пудовкінського актора, який знімався в “Матері” і майже у всіх його фільмах). Одним словом, можна сказати, ціла «могутня купка»!
- Емма Цесарська — Василіса
- Олександр Чистяков — чоловік Василіси
- Віра Марецька — Віра, шахтарка
- Микола Крючков — Мишко, чоловік Віри
- Володимир Хенкін — Буба Касторський
- Ріна Зелена — поетеса, партнерка Буби
- Михайло Жаров — Куква, прапорщик
- Андрій Абрикосов — командир загону червоних
- Віктор Станіцин — Іван Порфирович, солдат
- Михайло Кедров — технік шахти
- Віра Попова — дружина техніка шахти
- Сергій Комаров — капітан
- Сергій Столяров — син шахтаря
- Олена Максимова — Марія
- Олена Малукова — Олена
- Михайло Яншин — Андрій Іванович

## Знімальна група
- Автор сценарію: Сергій Єрмолинський
- Режисер: Альберт Гендельштейн
- Оператор: Василь Пронін
- Художник: Сергій Козловський
- Композитор:  Дмитрій Шостакович

## Про фільм
Фільм був представлений у програмі I-го Московського кінофестивалю (1935), мав великий успіх і одностайну хвалебну пресу, як зразковий революційний фільм, його порівнювали з фільмами «Броненосець „Потьомкін“» та «Чапаєв», відомо, що Сергій Ейзенштейн позитивно відгукувався про фільм. Потім фільм був надовго забутий. У середині 1970-х його знову показали в кінотеатрі «Ілюзіон» у рамках «Кінотеатру повторного фільму», і хоча копія була неважливою — частково втрачена, не скрізь збережений монтажний лад, фільм викликав інтерес глядачів.